# Spelthorne
Spelthorne ist ein Verwaltungsbezirk mit dem Status eines Borough in der Grafschaft Surrey in England, der im Osten an Greater London grenzt. Verwaltungssitz ist die Stadt Staines, in der mehr als die Hälfte der Bevölkerung lebt; weitere bedeutende Orte sind Ashford, Laleham, Shepperton, Stanwell und Sunbury-on-Thames. Es besteht eine Städtepartnerschaft mit Melun in Frankreich.
Der Bezirk ist benannt nach der mittelalterlichen Verwaltungseinheit Spelthorne Hundred, der auch Dörfer umfasste, die heute im London Borough of Hounslow liegen. Der Borough of Spelthorne wurde am 1. April 1974 gebildet und entstand aus der Fusion des Staines Urban District und des Sunbury Urban District. Diese Distrikte gehörten bis 1965 zu Middlesex, wurden dann aber Surrey zugeschlagen, nachdem Middlesex fast gänzlich in Greater London aufgegangen war. Eine weitere Grenzbereinigung erfolgte 1995, als das Dorf Poyle zur Stadt Slough in der Grafschaft Berkshire gelangte.
Koordinaten: 51° 26′ 0″ N, 0° 30′ 0″ W